# Bugie (Benito Urgu)
Bugie è un album di Benito Urgu che raccoglie delle gag registrate in studio nei primi anni ottanta. Uscito inizialmente in musicassetta, è stato ristampato su CD nel 2003 da Frorias Edizioni.

## Tracce
Tutti i brani e le gag sono di Benito Urgu.
1. Bugie di una giornata tipo Radio BU (Parte Prima) – 22:40
2. Bugie più grosse, anzi sparate (Parte Seconda) – 26:23